# Ryōsuke Hashiguchi
Ryōsuke Hashiguchi (橋口 亮輔, Hashiguchi Ryōsuke) est un réalisateur et scénariste japonais, né le 13 juillet 1962 à Nagasaki au Japon.

## Biographie
Il interrompt ses études à l'université des arts d'Osaka pour travailler pour la télévision.

## Filmographie
- 1989 : A Secret Evening (夕べの秘密, Yube no himitsu?)
- 1993 : Petite Fièvre des vingt ans (二十才の微熱, Hatachi no binetsu?)
- 1995 : Grains de sable (渚のシンドバット, Nagisa no shindobaddo?)
- 2001 : Hush! (ハッシュ！, Hasshu!?)
- 2008 : Gururi no koto (ぐるりのこと?)
- 2015 : Three Stories of Love (恋人たち, Koibitotachi?)[1]

## Récompenses
- Prix du meilleur scénario, lors du prix du film Mainichi 1996, pour Grains de sable.
- Prix du meilleur film, lors du Festival international du film de Rotterdam 1996, pour Grains de sable.
- Prix du meilleur film, lors du Festival du film gay et lesbien de Turin 1997, pour Grains de sable.
- Prix du meilleur film et meilleur réalisateur lors du Festival du film de Yokohama 2003, pour Hush!
- Prix du meilleur réalisateur lors des Hōchi Film Awards 2008, pour Gururi no koto.